# IC 680
IC 680 је спирална галаксија у сазвјежђу Лав која се налази на листи објеката дубоког неба у Индекс каталогу.
Деклинација објекта је - 1° 56' 48" а ректасцензија 11h 17m 54,6s. Привидна величина (магнитуда) објекта IC 680 износи 14,0 а фотографска магнитуда 14,9. IC 680 је још познат и под ознакама MCG 0-29-12, CGCG 11-47, IRAS 11153-0140, PGC 34520.